# Espirobol
Espirobol, às vezes grafado como espiribol, é um esporte em que um poste possui uma bola envolta por uma rede e esta por sua vez amarrada ao topo do poste por uma corda, em que jogadores adversários ou duas duplas adversárias devem enrolar a bola no seu próprio sentido antes que a dupla ou jogador adversário o faça.

## História
As mais antigas menções ao jogo datam do início do século XX, na Europa (França e Espanha), na Argélia (África) e nos Estados Unidos. A mais antiga menção encontrada ao jogo vem de um jornal de Paris, em 1906. No ano de 1909, o jogo era descrito pela primeira vez em uma publicação americana; e, na capital da Argélia, Argel, há menção ao jogo em jornal de 1913. No entanto, todas as menções ao jogo, em todos esses países nessas primeiras décadas do século XX, relatam que a bola do espirobol era golpeada não com a mão, mas com raquetes de tênis. Pelos registros históricos, o jogo permaneceu como um jogo de raquetes até pelo menos a década de 1940.
Na sua evolução, o espirobol sofreu transformações de estrutura, já na França e nos EUA: embora as regras tenham se mantido basicamente as mesmas, a bola aumentou até o tamanho aproximado de uma bola de voleibol, o mastro de jogo ganhou altura e as raquetes foram dispensadas em favor das mãos. Isso ocorreu, como dito, na França e nas Américas (EUA e Brasil), enquanto que em certos locais o jogo é até hoje jogado com raquetes.
Mesmo decorridos tantos anos, a prática do espirobol não saiu da esfera familiar e popular. A criatividade e o alto grau de motivação e diversão que caracterizam o jogo fizeram com que um de seus netos decidisse compartilhá-lo com toda a comunidade esportiva.
Existem lendas urbanas não confirmadas, mencionadas na Internet, segundo as quais a origem do espirobol remontaria ao século IX, tendo-se originado da prática dos povos Tártaros (habitantes dos atuais territórios de Cazaquistão, Rússia, Ucrânia e Uzbequistão) que consistiria em atar a cabeça decepada dos inimigos e golpeá-la com pedaços de pau. Não há, porém, nenhuma confirmação dessa prática.
Outras lendas urbanas apontam para que o desporto tenha tido origem em 1160 numa vila de Portugal, Carcavelos. Conta-se que Afonso I de Portugal jogava espirobol para relaxar nos seus tempos livres, ou seja, nos intervalos da guerra contra os muçulmanos. Não há, porém, nenhuma confirmação desta lenda.
O ano de 2018 promete ser revolucionário para o desporto, uma vez que o ex-jogador de Basquetebol, Yao Ming, irá criar uma liga juvenil asiática de espirobol. Na primeira edição, que deverá começar em novembro, participarão 8 países, entre os quais a China e o Japão.

## Equipamentos
- Um poste normalmente de ferro/aço/madeira fincado no chão com aproximadamente 4,5 metros acima do solo;
- Uma bola em formato de uma esfera presa a uma corda ou uma bola piriforme (ou seja, com formato de uma pera ou gota d'água), na qual a parte "pontiaguda" deve ser atada a uma corda;
- A corda deve ter aproximadamente 3,5 metros, ou seja, estar a um metro acima do solo;
- O terreno de jogo constitui em um círculo (normalmente de concreto ou simplesmente traçado no solo com giz) com aproximadamente 2 metros de diâmetro, dividido em duas ou quatro partes iguais.

## Regras do jogo
- O espirobol pode ser jogado em dupla ou jogado individualmente, cada jogador ou dupla deve permanecer na sua metade. Em caso de jogo de duplas, os jogadores são intercalados, ou seja, as duplas ficam em quartos opostos do círculo;
- O objetivo do jogo é enrolar a bola no poste através de socos ou tapas
- Uma vez que a bola tenha ido para a metade adversária, ela não pode mais ser tocada até que volte ao seu lado;
- Observe que cada dupla ou jogador possui um sentido para enrolar a bola, é dever da dupla ou jogador adversário desenrolar no sentido do adversário e enrolar no próprio sentido (horário ou anti-horário);
- A partida inicia com uma das duplas ou jogador jogando a bola para que o adversário possa dar o primeiro tapa ou soco;
- A partida termina quando a bola toca o poste, ou seja, quando não há mais corda a enrolar. Vence a dupla ou jogador que enrolar a bola no seu sentido.
- Caso um jogador se lesione nos genitais, é permitida uma substituição

## Infrações
- Não é permitido jogar a bola e dar o primeiro soco;
- Não é permitido segurar a bola ou o poste;
- Não é permitido encostar na corda;
- Não é permitido o uso das duas mãos, o início da partida ou o soco deve ser dado somente com uma das mãos;
- Não é permitido a invasão da área adversária;
- A dupla ou jogador que cometer uma infração deve jogar a bola para o adversário reiniciar a partida.
- Não são permitidas agressões
- Não é permitido atingir o adversário na face, peito ou genitais.

## Associações
No Brasil organiza o esporte a recém-criada Liga Nacional de Espirobol.

## No Brasil
Por ser um desporto popular e ser bastante praticado em condomínios, clubes sociais e principalmente em escolas, o espirobol conquistou os jovens como um atrativo divertido e, ao mesmo tempo, um exercício. Outro exemplo de esporte que também é utilizado em ruas e colégios como simples brincadeira é a queimada.
O mais famoso praticante desse esporte no país foi Gregório "Trovoada" Almeida, do pequeno município de Santa Rosa de Viterbo, interior de São Paulo.  Em 1942, Trovoada foi condecorado por Getúlio Vargas com a ordem do cruzeiro do sul por ser o primeiro brasileiro a participar de uma competição internacional de Espirobol, marcando 7 pontos em uma única partida.